# Enoplognatha marmorata
Enoplognatha marmorata es una especie de araña araneomorfa del género Enoplognatha, familia Theridiidae. Fue descrita científicamente por Hentz en 1850.
Habita en América del Norte.